# Wolseley Oxford Taxi
La Oxford Taxi è un'autovettura prodotta dalla Wolseley dal 1947 e al 1953, che è stata utilizzata come taxi. È anche conosciuta come  Nuffield Oxford Taxi, dal nome della Nuffield Organisation, gruppo proprietario del marchio Wolseley. La Oxford Taxi fu il primo modello di taxi londinese ad essere progettato per essere conforme alle nuove Conditions of Fitness.

## Storia
Il prototipo è stato costruito  nel 1940 con carrozzeria landaulet. Questo esemplare percorse 480.000 km nei test eseguiti durante la seconda guerra mondiale.
I cambiamenti nelle Conditions of Fitness operati dopo la guerra, impedirono l'uso della carrozzeria landaulet. Con la configurazione limousine, e con la presenza di una piattaforma apribile dietro il guidatore per i bagagli, il nuovo modello di taxi assomigliava per moltissimi aspetti ai taxi precedentemente utilizzati a Londra. È stato l'ultimo modello di autovettura assemblato nello stabilimento Wolseley di Birmingham ad avere un design completamente nuovo; questo sito produttivo Wolseley iniziò le attività nel 1919.
Il modello era mosso da motore a benzina a quattro cilindri in linea da 1.802 cm³ di cilindrata con carter secco. Questo propulsore era basato su motori Morris ed MG. Il cambio era a quattro rapporti, con le tre marce più alte sincronizzate.
La Oxford è stata introdotta nel 1947, e debuttò nel servizio taxi che trasportava gli ospiti al matrimonio della futura regina Elisabetta II del Regno Unito con Filippo Mountbatten, che si svolse all'Abbazia di Westminster nel novembre dello stesso anno.
Ne vennero prodotte tre serie. Ognuna di esse era la versione migliorata ed aggiornata della serie precedente. La Serie I del 1947 possedeva delle ruote “da artiglieria”. Queste ultime erano denominate in questo modo perché venivano costruite secondo una tecnica utilizzata per fabbricare le ruote di alcuni mezzi militari dell'epoca. La Serie II, introdotta nel 1949, possedeva invece dei cerchioni in acciaio stampato. La Serie III, lanciata nel 1950, aveva tre finestrini per lato (uno per ogni porta, ed il terzo installato dietro la portiera posteriore).
La produzione venne spostata nello stabilimento Nuffield di Adderley Park, a Birmingham, nel 1948, dove continuò fino al 1953. L'anno precedente, la Nuffield si fuse con l'Austin per formare la British Motor Corporation. Il nuovo management, guidato da Leonard Lord, decise di sacrificare, nell'offerta di vetture destinate ad essere utilizzate come taxi, la Oxford a favore dell'Austin FX3. Quest'ultima fu lanciata nel 1948.
La Oxford è da molti considerata un modello Wolseley perché fu progettata e prodotta inizialmente nello stabilimento della casa automobilistica citata. Però, il costruttore riconosciuto dalla Driver and Vehicle Licensing Agency, e riportato sulle licenze dei taxi, era Nuffield.
Gli esemplari totali prodotti nei due stabilimenti furono 1.926.